# Xysmalobium holubii
Xysmalobium holubii är en oleanderväxtart som beskrevs av S. Elliot.. Xysmalobium holubii ingår i släktet Xysmalobium och familjen oleanderväxter. Inga underarter finns listade i Catalogue of Life.